# İstanbul Lisesi

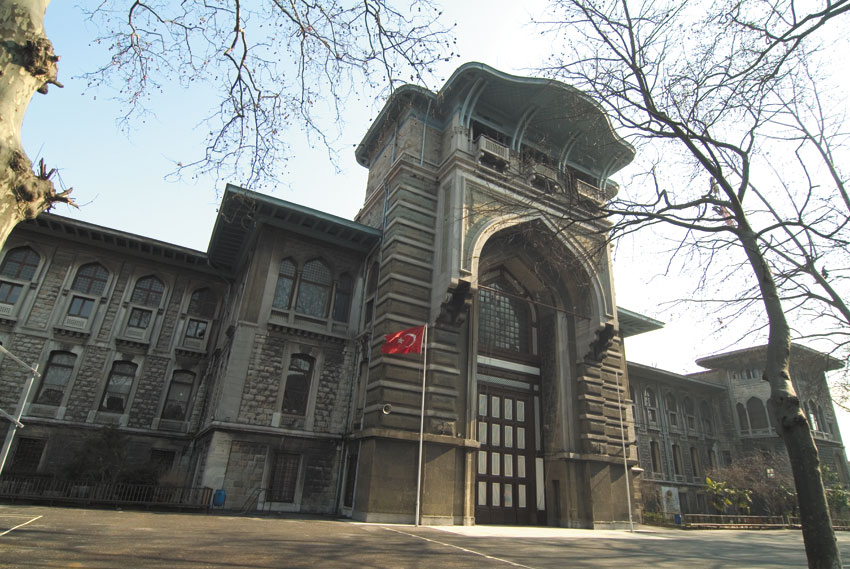
Entrada de la escuela.

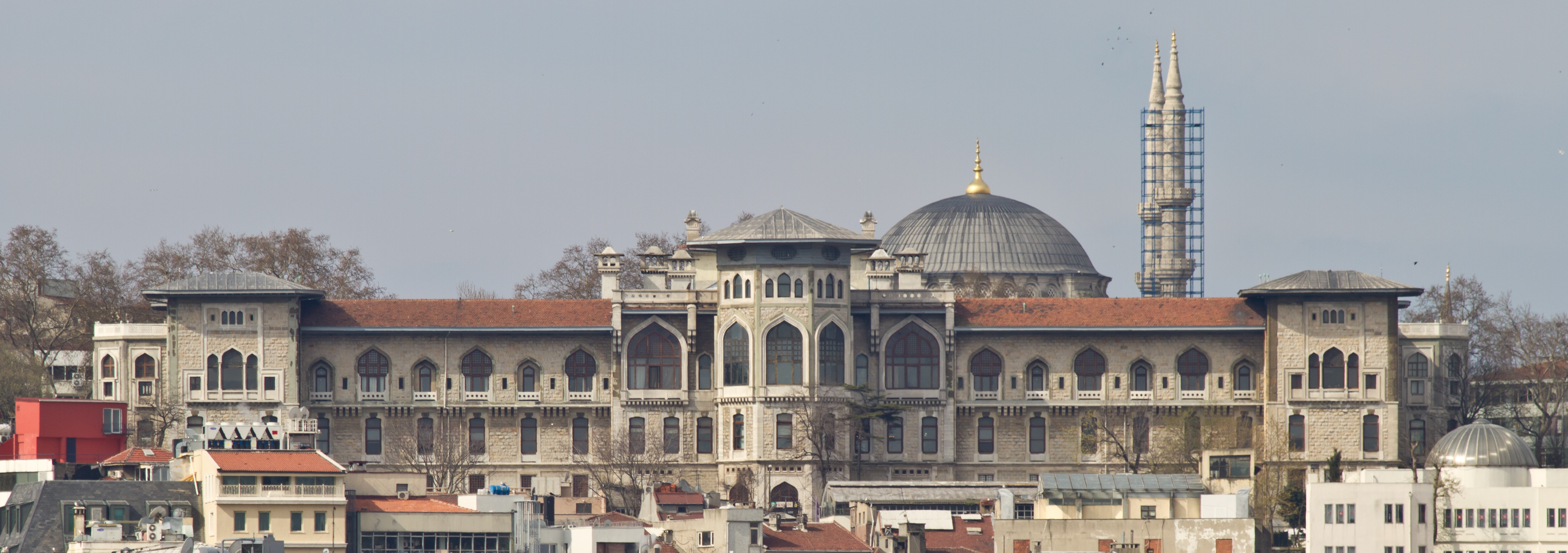
Istanbul Erkek Lisesi

İstanbul Lisesi, también conocido comúnmente como İstanbul Erkek Lisesi, abreviado İEL, es una de las más antiguas e internacionalmente reconocidas instituciones de educación superior de Turquía. La escuela está considerada entre la élite de la educación pública superior turca.  Alemania reconoce la escuela como una Deutsche Auslandsschule (escuela internacional alemana).
İstanbul Lisesi está localizada en Cağaloğlu, Estambul. La escuela ha cambiado de varios edificios a lo largo de su historia. El actual edificio es utilizado desde 1933. Este edificio fue diseñado por los arquitectos Aléxandre Vallaury y Raimondo D´Aronco e inaugurado en 1882 como el Düyun-u Umumiye (Consejo de Ingresos Otomanos y Administración de Deudas).  El edificio domina la entrada del Bósforo y el Cuerno de Oro.  Un nuevo edificio adyacente fue inaugurado en 1984, proveyendo nuevas facilidades deportivas e internado.  Las lenguas primarias de instrucción son el turco y el alemán.  El idioma secundario de instrucción es el inglés.

## Descripción general
Como escuela pública, las admisiones a la İstanbul Lisesi son a través de los Exámenes de Entrada de las Instituciones de Educación Secundaria, el examen central de escuelas del estado.  La İstanbul Lisesi es una de las más difíciles para lograr el ingreso entre las cuatrocientas Anadolu Lisesis (escuelas especiales secundarias) en el país.  La admisión a İstanbul Lisesi requiere una dura competencia, donde sólo 180 estudiantes de alrededors de 1.000.000 aplicantes pueden ingresar cada año.  Usualmente la İstanbul Lisesi se encuentra entre las primeras opciones de los estudiantes mejor clasificados junto al Galatasaray Lisesi y el Fen Lisesis (escuela superior de ciencias).
La escuela ofrece matrícula gratis, educación de alto nivel, provee posibilidad de internado y como tal, atrae a un grupo diverso de estudiantes de toda Turquía, incluyendo estudiantes que no pueden pagar por la educación privada.  el programa académico posibilita a estudiantes altamente motivados y talentosos alcanzar la excelencia académica y adquirir fluidez y alfabetización en los idiomas alemán y turco.  A través de actividades académicas y co-curriculares los estudiantes son animados a ser ¨estudiantes de por vida¨, a desarrollar creatividad y pensamiento crítico y a desarrollar intereses individuales y destrezas que les permita contribuir a la sociedad en diferentes áreas.  
El İstanbul Lisesi es la primera escuela turca en:
- ofrecer educación superior privada (1886)
- publicar el primer periódico estudiantil (antes de 1887)
- usar el título Lise, equivalente de ´Lyceum´ (1910)
- proveer educación en idioma alemán (1912)
- mostrar una película en la escuela (1913 Les Misérables, llamada en turco Jean´in Hikayesi.
- establecer un grupo de teatro estudiantil (1913)
- cuyos estudiantes llevaron sombreros Estambul, siguiendo las anunciadas reformas de vestimenta (1925)

El periodo de educación dura cinco años (un año de alemán preparatorio y cuatro años de educación superior).  El Abitur alemán es ofrecido desde el 2000.  El diploma Abitur permite al estudiante su ingreso en cualquier universidad alemana casi sin problemas.  Todos los cursos de ciencias y matemáticas en los dos años finales son en nivel Abitur.  El İstanbul Lisesi tiene un récord académico muy fuerte con muchos de sus estudiantes en universidades prominentes en Turquía, Alemania, Estados Unidos y Austria.  

## Currículo
La escuela combina los currículos tanto turco como alemán.  Matemáticas, geometría, química, física, biología, alemán y ciencias de computadoras son ofrecidas en el idioma alemán.  Por otro lado, Historia, geografía, educación cívica, ciencias militares, religión, filosofía, literatuta, educación física, arte y música son ofrecidas en idioma turco.  El alemán y el inglés son dos lenguas extranjeras compulsorias en el İstanbul Lisesi.
Desde 1999 es una escuela de estudios que dura cinco años.  A todos los estudiantes se les exige utilizar el primer año para aprender el idioma alemán, tomando 23 de instrucción el primer año y 18 horas en el segundo año.  Los cursos de inglés, ciencias y matemáticas también comienzan en las clases preparatorias.  La biología es la primera clase de ciencias, seguida de física y química.
En el undécimo grado los estudiantes eligen Matemáticas y Ciencias (FEN) o Turco y Matemáticas (TM).  Los cursos de FEN son dominados por estudiantes que aspiran estudiar ciencias, ingeniería o medicina.  Los cursos de TM se centran en ciencias sociales y matemáticas y es para estudiantes que quieren estudiar humanidades, economía, negocios o ciencias sociales.
Los estándares acedémicos son muy exigentes con un sistema muy estricto.  Como la escuela sigue los currículos tanto turco como alemán, son usadas dos escalas de evaluación separadas.  En el sistema turco son los siguientes:
| 5      | 4     | 3     | 2     | 1     | 0    |
| A      | B     | C     | D     | E     | F    |
| 100-85 | 84-70 | 69-55 | 54-45 | 44-25 | 24-0 |

Un nivel de 2.0 es aprobar el grado, 3.5 es honor, 4.5 es alto honor.
En el Departamento alemán los estudiantes son evaluados en una escala 15:
|   | 15 | 14 | 13 | 12 | 11 | 10 | 9  | 8  | 7  | 6  | 5  | 4  | 3  | 2  | 1  | 0 |
| % | 94 | 89 | 84 | 79 | 74 | 69 | 64 | 59 | 54 | 49 | 44 | 39 | 34 | 27 | 19 | 0 |

## Directores
Imperio
- Abdi Kamil Bey  (1884-1885) & (1903-1904)
- Mehmet Nadir Bey (1885-1896)
- Numan Bey (1896-1897)
- Memduh Bey (1897-1900)
- Nadir Bey (1900-1903)
- Ziya Bey (1904-1906)
- Tevfik Danış Bey (1906-1908)
- Ali Reşat Bey (1909-1911)
- Hüseyin Avni Bey (1911-1912)
- Yanyalı Ali Lütfü Bey (1912-1912)
- Ebul Muhsin Bey (1912-1913)
- Süreyya Bey (1913-1814)
- Saffet Bey (1913-1913)
- Hüseyin Hazım Bey (1914-1918)
- Şakir (Seden) Bey (1918-1919)
- Akil Bey (1919-1920)
- Feridun Bey (1920-1921)
- Fuat Bey (1921-1921)
- Ali Haydar Bey (1921-1923)
- Şemsettin Bey (1923-1924)

República
- Yanyalı Ali Lütfü Bey (1924-1925)
- Hüseyin Besim Bey (1925-1926)
- Celal Ferdi Gökçay (1926-1936) & (1939-1947)
- Şerif İnan (1936-1939)
- Salim Atalık (1947-1949)
- Rıza Özkut (1950-1951)
- Ahmet Özbey (1951-1960)
- Selman Erdem (1960-1961)
- Halit Özler (1961-1966)
- Muammer Yüzbaşıoğlu (1966-1976)
- Sami Ertek (1976-1979)
- Mahir Yeğmen (1979-1996)
- Kadriye Ardıç (1996-1999)
- Fatma Tan (2000-2003) (by proxy)
- Sadık Tanyeri Akkuş (2003-2004)
- Adnan Ersan (2004-present)

## Alumnos distinguidos

### Primeros Ministros
- Mesut Yilmaz
- Necmettin Erbakan
- Ahmet Davutoğlu

### Ministros
- Samet Ağaoğlu
- Abdullah Aker
- İsmail Aksakal
- Sebati Ataman
- Zeyyad Baykara (İEL '35)
- Tahsin Baguoğlu
- Cemil Sait Barlas
- Osman Bölükbaşı (İEL '33)
- Kenan Bulutoğlu
- Esat Budakoğl
- İhsan Sabri Çağlayangil (İEL '28)
- Ahmet Davutoğlu (İEL '77)
- Arif Demirer
- Emin Erişirgil
- Enver Güreli
- Emin Recai Kalafat (İEL '26)
- Osman Kavrakoğlu
- Fuat Köprülü
- Muzaffer Kurbanoğlu
- Zeyyat Mandalinci
- Cevdet Menteş
- Nedim Ökmen (İEL '26)
- Reşat Şemsettin Sirer
- Servet Somuncuoğlu
- Cemal Hüsnü Taray
- Mümtaz Tarhan
- Celal Yardımcı (İEL '31)
- Sıtkı Yırcalı

### Científicos
- Yavuz Abadan
- Muzaffer Aksoy (İEL '34)
- Namık Aksoycan
- Demir Başar (İEL '44)
- Lemi Belger
- Esat Cam
- Muammer Çavuşoğlu
- Ali Nihat Dilsen
- Sulhi Dönmezer (İEL '35)
- Ekrem Şeref Egeli
- Siyami Ersek (İEL '28)
- Pertev Naili Boratav (İEL '17)
- Muzaffer Gökmen
- Asaf Günhan (İEL '38)
- Sabahattin Kerimoğlu
- Tevfik Remzi Kazancıgil
- Eyüp Kömürcüoğlu
- Hüseyin Nail Kubalı
- Nurullah Kunter
- Melih Özen (İEL '43)
- Fazıl Noyan
- Raif Ogan
- Bahri Savcı
- Refii Şükrü Suvla
- Eli Şaul (İEL '33)
- Şevket Tuncel (İEL '40)
- Hilmi Ziya Ülgen (İEL '18)
- Sabri Ülgener (İEL '33)
- Münir Ülgür (İEL '35)
- Reşat Ün (İEL '40)
- Mehmet Uluç (İEL '38)
- Gökhan Uzgören
- Selim Yalın (İEL '44)
- Mahmut Nedim Zembilci (İEL '43)
- Ekrem Akurgal (İEL '31)
- Macit Gökberk
- Nurettin Sözen (también alcalde de Estambul)
- Enver Behnan Şapolyo
- Niyazi Berkes
- Erol Sayın
- Semih Koray
- Öktem Vardar (İEL '66)
- Mahir Vardar (İEL '66)
- Tamer Demiralp (İEL '80)
- Aykut Kibritçioğlu (İEL '80)

### Músicos
- Hasan Ferit Alnar
- Ayşe Tütüncü
- Fecri Ebcioğlu
- Alaaddin Yavaşça (İEL '44)
- Mesut Cemil
- Akın Eldes
- Hüseyin Sadeddin Arel
- Erol Evgin (İEL '65)
- Bertuğ Cemil

### Artistas
- Sadri Alışık
- Raik Alnıaçık
- Orhan Boran
- Fikri Çöze
- Avni Dilligil (İEL '29)
- Salih Dizer
- Muhterem Durukan
- Fecri Ebcioğlu
- Orhan Ercin
- Savaş Dinçel
- Renan Fosforoğlu (İEL 44)
- İlhan Hemseri
- Çetin Koroğlu
- Ruşen Kam
- Ercüment Behzat Lav
- Hakan Altıner (İEL '70)
- Hüseyin Mandal
- Münir Özkul
- Nedret Selçuker (İEL '45)
- Orhan Sener
- Şerif Gören
- Semih Sergen
- Nejat Sirel (IS 17)
- Secaattin Tanyerli
- Hüseyin Avni Lifij
- Mesut Cemil Tel

### Escritores
- Sait Faik Abasıyanık
- Nurettin Topçu
- Ercan Aktuna
- Salim Alparslan (İEL '69)
- Nagehan Alçı (İEL '96)
- Basar Başarır (İL '87)
- Cevat Fehmi Baskut
- Tanıl Bora (İEL 80)
- Tarık Buğra
- Rakım Çalapala
- Erem Ertekin (İEL '63)
- Necdet Evliyagil
- Hüseyin Nihal Atsız
- Kemal Zeki Gencosman
- Hakki Suha Gezgin
- Erol Kaner (İEL '54)
- Ertug Karakullukcu
- Bulent Karpat (İEL '61)
- Ercümend Behzad Lav
- Edip Cansever
- Enver Behnan Sapolyo
- Enis Behiç Koryürek
- Raif Ogan
- Eren Saner Bozkurt
- Muhittin Ozbay
- Kemal Ozer
- Cetin Ozkirim
- Orhan Ozkirim
- Adnan Ozyalciner
- Mahmut Yesari
- Yılmaz Ozturk (İEL '55)
- Turgay Olcaytu (İEL '60)
- Ali Saydam (İEL '65)
- Ayse Cemal Sözeri (İEL '76)
- Nafiz Tansug
- Yesim Tabak (İEL '98)
- Hüsnü Terek (İEL '72)
- Naşit Hakkı Uluğ
- Hüseyin Nail Kubali

### Empresarios
- Abdullah Kiğılı (IEL 58)
- Fethi Evyap
- Mustafa Nezih Kubaç (IEL 79)
- Mehmet Serdar Sarıgül (IEL 79)
- Demir Kunter (IEL 66)
- Sarp Aral (IEL 79)
- Asım Kocabıyık
- Ahmet Kocabıyık
- Mehmet Ali Berkman
- Sabri Ülker
- Murat Ülker